# GRooVE929
『GRooVE929』（グルーヴ・ナイントゥーナイン）は東海ラジオで2022年9月26日から放送されているラジオの情報番組。

## 概要
東海ラジオでは2022年10月の改編をもって、トーク中心からトークと音楽を中心にしたラジオ番組に編成を一新する一環として、2017年10月から5年間にわたってほぼ同じ時間帯で放送してきた『小島一宏 モーニングッド!』の役割を引き継ぎ、この番組を編成した。
この番組では、平日朝のスタートに「Good Music」に加え、「押さえておきたい」その日のニュースや話題をリスナーに届ける。
タイトルの「GRooVE」は、「G：Good Music ／ R：Rise（起きる） ／ V：Vogue（流行） ／ E：Euphoria（幸福感）」を大文字で記載した上で、「2つのo」は、「その日のニュースと、DJのトーク、リスナーのあなたの感想やメッセージ、地域の話題をたっぷり詰めて膨らませていきたいという思い」を込めたという。なお、「929」とは東海ラジオのワイドFMの周波数である92.9MHzが由来である。

## 放送時間
- 月～金　6:30～9:00

## 出演者

### DJ
- デイル

前番組の『before G』にも出演し、1曲紹介する。

### ニューススタジオ担当
番組内で7時台の「NEWS」と「WEATHER INFORMATION」については、時間帯において1つ前のワイド番組『first touch』担当DJがニューススタジオから兼任する形で担当する。
- 原光隆
  - 2024年4月5日より。2024年度のみ金曜日担当。2025年3月31日より全曜日担当。

### その他
コメンテーター
7時台のコーナー『Dig One』に登場。曜日替わり。
- 月　柴田友明（共同通信名古屋支社次長）
- 火　平岩勇司（中日新聞文化芸能部長）
- 水　飯尾歩（中日新聞論説委員）
- 木　加藤美喜（中日新聞編集委員）
- 金　山本裕之（共同通信名古屋支社長）

専門家
8時台のコーナー『Expert Express』に登場。曜日替わり。
- 月［トレンド］　　　品田英雄（日経BP総合研究所客員研究員）
- 火［医療・健康］　　安藤明夫（医療ジャーナリスト）
- 水［政治］　　　　　久江雅彦（共同通信・論説委員）
- 木［経済］　　　　　内田俊宏（中京大学経済学部客員教授）
- 金［スポーツ社会学］高橋義雄（筑波大学大学院准教授）

### 過去
- 安蒜豊三（東海ラジオアナウンサー）
  - 番組開始から2024年3月28日まで。
  - 7時台の「NEWS」・「WEATHER INFORMATION」を担当。放送開始当初から2023年8月までは全曜日、同年9月から2024年3月28日まで月 - 木曜日担当。
- 村上和宏（東海ラジオアナウンサー）
  - 2023年9月～2025年2月20日まで。
  - 7時台の「NEWS」・「WEATHER INFORMATION」を担当。2023年9月から2024年3月29日までは金曜日、同年4月1日から2月20日まで月 - 木曜日担当。

## コーナー
時刻は目安。番組内で流す曲の長さ等により、若干前後する場合がある。
6時台
- 6:25 before G （単独番組扱い）
- 6:30 オープニング
- 6:40 Today's GRooVin' Topics
- ちょっと気になるトピックスを紹介し、聞いてみたい質問をセレクトし、Xを介してリスナーに投票して貰うリサーチコーナー。
- 6:47頃 SPORTS TOPIX

7時台
- 7:05 NEWS（中日新聞ニュース）
- 7:10 Dig One
ニッポン放送制作の『お早うネットワーク』をCMのみネット受け。内容は『お早うネットワーク』の同時ネット局で放送される『お早うニュースネットワーク』と似通っているニュース解説コーナー。毎朝気になるニュースをひとつピックアップして、コメンテーターが解説。
- 7:13 WEATHER INFORMATION（天気予報）
- 7:15 TRAFFIC INFORMATION（交通情報）
- 7:30 内包番組『下川みくにのMIRAIにエール』
毎朝、個人・企業・団体の「挑戦」に関わるエピソードを紹介。リスナーのMIRAIの挑戦に役立つヒントを届ける。
- 7:45 TRAFFIC INFORMATION（交通情報）
- 7:49 東桜 World Topics
ヴァーチャルアナウンサー（読み上げソフト） 東 桜（ヒガシ・サクラ）が、国内外のちょっと気になるトピックを紹介する。

8時台
- 8:05 NEWS（中日新聞ニュース）
- 8:08 WEATHER INFORMATION（天気予報）
この時間は日本気象協会と繋いで、最新の天気情報を伝える。
- 8:10 TRAFFIC INFORMATION（交通情報）
- 8:15 Expert Express
曜日ごとに各分野の専門家が「気になる話題」を解説。
- 8:25 ジャパネットたかたラジオショッピング（火・木のみ）
- 8:42 TRAFFIC INFORMATION（交通情報）
- 8:45 内包番組『武田鉄矢・今朝の三枚おろし』